# Boeger Peak
Boeger Peak är en bergstopp i Antarktis. Den ligger i Västantarktis. Inget land gör anspråk på området. Toppen på Boeger Peak är 3 070 meter över havet, eller 1 356 meter över den omgivande terrängen. Bredden vid basen är 16,2 km.
Terrängen runt Boeger Peak är bergig norrut, men söderut är den kuperad. Boeger Peak ligger uppe på en höjd som går i öst-västlig riktning. Trakten är obefolkad. Det finns inga samhällen i närheten.